# دحوضية

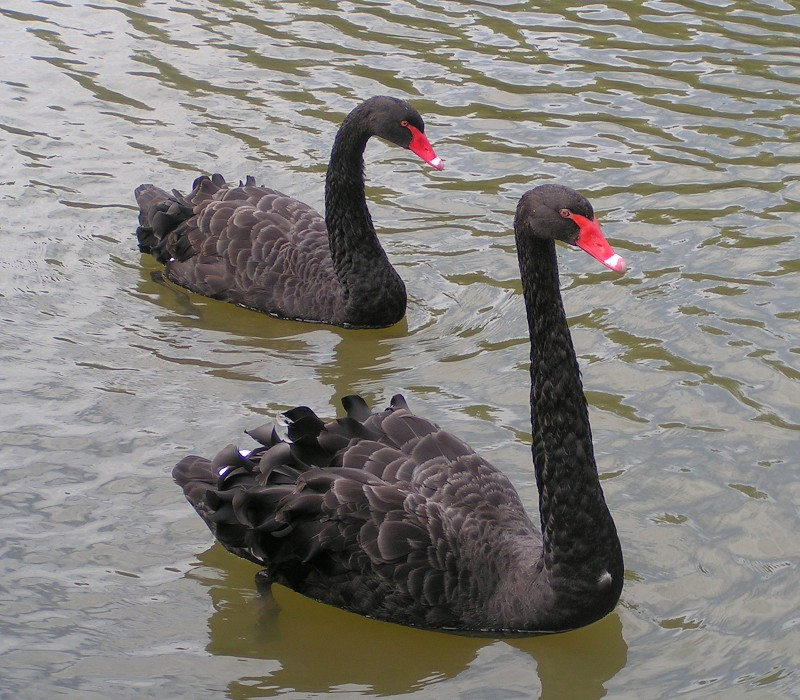
يمكن دحض عبارة «جميع طيور التم بيضاء اللون» وعدّها افتراضاً قابلاً للدحض، لأن الدليل على وجود بجعات لونها أسود يثبت ذلك، وهذا الدليل متوفر، غير أن العبارة السابقة إن كانت صحيحة بالفعل، سيصعب إثبات صحتها.

في المنطق، تكون أية إفادة افتراضية أو فرضية أو نظرية دَحُوضَة أو قابلة للدحض (في الإنكليزية: falsifiable) أو يمكن تفنيدها (في الإنكليزية: refutable من refutability)– إذا أمكن دحضها بافتراض أساسي، يجب أن يتوافق بدوره مع مشاهدة حقيقية ليُعتبر دحضاً صحيحاً، أو قد يعود لمشاهدة افتراضية فيُعد خاطئاً.
على سبيل المثال، يُعتبر الادعاء بأن «كل البجع لونه أبيض» قابلاً للدحض لأنه نُقض من الافتراض الأساسي التالي: «في عام 1679، عثر المُكتشف الهولندي فيليم دي فلامين خلال حملته على بجعات سوداء اللون على ضفة نهر سوان في أستراليا» والذي يُعتبر بهذه الحالة مشاهدة حقيقية.
كان الفيلسوف كارل بوبر أول من قدّم هذا المفهوم، إذ اعتقد بأن الدحوضية هي الجزء المنطقي وحجر الأساس لنظرية المعرفة العلمية، وأنها ترسم حدود البحث العلمي، فاقترح أن الافتراضات والنظريات غير الدحوضة تعتبر غير علمية، وإن اعتُبرت عكس ذلك فهي إذاً علم زائف.

## المصطلح
الدَّحُوضِيَّة أو قابلية الدحض (بالإنجليزية: falsifiability)، ومنها الدحوض هو اسم مشتق على وزن فَعول من الجذر دحض الذي به يُفسر الاسم الإنكليزي «falsification»، أما بصيغة فَعول تُتَرجم الكاسعة «able».

## لمحة عامة
يكمن هدف العلوم، بحسب المنظور التقليدي لفلسفة العلم، في إثبات فرضيات مشابهة لـ«كل البجع لونه أبيض» أو استقرائها من معطيات المشاهدات، فيفترض المنهج البحثي الاستقرائي إمكانية الانتقال من سلسلة من الافتراضات الفردية مثل «هنا بجعة بيضة» أو «هناك بجعة بيضة» وهكذا، إلى افتراض عام كـ«كل البجع لونه أبيض».
لكن ارتأى كل من ديفيد هيوم، وإيمانويل كانت، ولاحقاً بوبر وآخرون، أن هذا المنهج غير صالح استنباطياً، نظراً للاحتمالية القائمة لوجود بجع غير أبيض قد تملّص من الملاحظة، وفي الحقيقة أثبت اكتشاف البجعة السوداء الأسترالية ما سبق، وتعرف هذه المشكلة بمسألة الاستقراء.
وقد اقترح كانت حلاً في كتابه «نقد العقل المحض»، يتمثّل في اعتبار افتراض ما بداهة صحيحة بالمطلق إذا مُحِّص فيها على مستوى عام وبشكل صارم، بحيث لا يمكن أن يوجد أي استثناء.
متبعاً كانت، تقبّل بوبر الاضطرار للتعامل مع الفرضيات غير المثبتة، ولكنه رفض وجوب تبريرها بأي شكل، وذكر في كتابه «منطق الاكتشاف العلمي» عام 1959: «لا أعتقد بنجاح محاولته المبتكرة لتقديم تبرير بديهي للافتراضات الاصطناعية؛ أي غير التحليلية.»
غير أنه بمجرد العثور على بجعة واحدة غير بيضاء، يصل المنطق الاستنباطي للنتيجة بأن عبارة «كل البجع لونه أبيض» مغلوطة، وبذلك يتبين أن الدحوضية تسعى لتشكيك وتفنيد الفرضيات عوضاً عن إثباتها أو محاولة اعتبارها صالحة بأية طريقة.
لطالما أًصر بوبر على وجود مفارقة واضحة بين منطق قابلية التفنيد ومنهجيته المطبقة الأقل دقةً، وتعني الصيغة المنطقية المطلوبة وجود إفادات أساسية تناقض النظرية، بالإضافة إلى بعض آخر يعززها، إذ ينبغي أن تكون النظرية متسقة، كما تدل تلك الصيغة المنطقية هذه إلى قابلية التقنيد بالتجربة، لأن الإفادة الأساسية بتعريفها يجب أن تكون ذاتية مشتركة وقابلة للتفسير بما يتعلق بالمشاهدات.
يمكن إطلاق الاعتراضات على اعتبار دحوضية معياراً للتمييز بطريقة مماثلة للاعتراض على قابلية البرهنة، على سبيل المثال، ما أشار له كثيرون وأعاد كولين ماكجين صياغته كما يلي:
قبل ذلك بكثير، توقع بوبر هذا الاعتراض بذاته، فكتب:
وتعني هذه العبارة ببساطة أن بالرغم من عدم إمكانية استخدام افتراض وجودي مفرد مثل «توجد بجعة بيضاء في أوروبا» لبرهنة افتراض عام، إلا أنه قابل للاستخدام لنقضه، إذ تدل عبارة «توجد بجعة غير بيضاء في أستراليا» على أن عبارة «كل البجع لونه أبيض» مغلوطة.
علاوة على ذلك، يٌعتبر هذا الافتراض الوجودي المفرد تجريبياً، إذ إنه من غير العملي تفحّص جميع البجع في العالم للتأكد من أنهم بيض، ولكن احتمال مشاهدة بجعة واحدة غير بيضاء سهل وقائم، ويوضح ذلك فرقاً جوهرياً بين قابلية البرهنة والدحوضية، كما لا يوجد في الصيغة المنطقية للنظرية مفهوم لتجارب مستقبلية، وإنما مجموعة من الافتراضات الأساسية التي تناقضها فقط.
ولكن لم يدعو بوبر تناقض بسيطاً كهذا تفنيداً، إذ يتضمن التفنيد عادة اشتقاقاً من منظومة افتراضات، تشمل الافتراض العام والشروط البدئية وصولاً لافتراض مفرد يُنْقَض بنظرية داحضة، ولكن يمكن تعميم هذا النقاش، فيشرح بوبر:
كما يذكر الفيلسوف المعاصر ديفيد ميلر اعتراضات مشابهة أخرى توقعها بوبر وأجابها، فمثلاً لا يعني معيار الدحوضية أن الأنظمة غير القابلة للتفنيد كالمنطق، والرياضيات وفلسفة ما وراء الطبيعة ليست أقساماً علميةً.
فعكس المتوقع، يمكن للافتراضات غير الدحوضة أن تكون مدمجة في النظريات الدحوضة، وتنطوي استنباطياً ضمنها، على سبيل المثال، رغم أن مقولة «جميع البشر فانون» تُعد غير دحوضة، إلا أنها نتيجة منطقية لنظرية «جميع البشر يموتون بعد 150 عاماً من ولادتهم على الأكثر» الدحوضة.
وبطريقة مشابهة، أدى المفهوم الغيبي (الميتافيزيقي) القديم وغير القابل للدحض لوجود الذرات إلى نظريات معاصرة موافقة دحوضة، وابتكر بوبر مفهوم برامج الأبحاث الغيبية لتعريف أفكار غير دحوضة كهذه، والتي توجه البحث بدورها عن نظرية جديدة.
لذا تمتلك عملية الدحض مستويين؛ في المستوى المنطقي، يستخدم العلماء المنطق الاستنباطي لمحاولة دحض النظريات، بينما يتفقون في المستوى غير المنطقي على بعض المعايير التي تستخدم الدحض وعوامل أخرى لاختيار النظريات التي سيدرسونها، أو يحسنوها، أو يستبدلونها، أو يطبقون عليها المزيد من الاختبارات.
وقد تأخذ هذه المعايير الإضافية برنامجاً ما للبحث الغيبي بالحسبان، ورغم أنها لا تعتبر مقياساً رسمياً للدحوضية، إلّا أنها تضفي معنى لهذا المقياس، وبدون شك اعتبر بوبر هذه المعايير ضرورية، كما يعدّها بعض الفلاسفة جزءاً من معايير التمييز التي وضعها بوبر، رغم أنها مجرد سياق ضروري بالنسبة له.
وعلى عكس الوضعية، والتي أشارت إلى أن الافتراضات تكون بلا معنى إن لم تُبرهن أو تُدحض، ادّعى بوبر أن الدحوضية مجرد حالة خاصة من المفهوم الأشمل للعقلانية الانتقادية،" رغم اعترافه بأن التفنيد التجريبي من أكثر الأساليب الفعالة لنقد النظريات.
وتعتبر قابلية النقد شاملة، على عكس الدحوضية وبالتالي العقلانية، أي بمعنى آخر، لا تؤطرها حدود منطقية، بالرغم من جدلية هذا الادعاء حتى بين مؤيدي فلسفة بوبر والعقلانية الانتقادية.

## التعريف
حسب بوبر وآخرون، تُقبل المعرفة الأساسية في أي نقاش علمي، وبالتالي تكون هذه المعرفة ضمنية بتعريق الدحوضية، وتوافق ثلاثة أنواع مختلفة من الافتراضات، وعلاقاتها المنطقية وتفسيراتها من حيث المشاهدات والقياسات.

### الأنواع المختلفة للافتراضات
بالعودة إلى ما سبق، تعد النظرية دحوضة إذا دُحضت بافتراض أساسي، وما يتبقى هو تحديد أنواع الافتراضات التي تشكل نظريات وأيها بالمقابل تُعد أساسية؛ فتُعتبر النظريات العلمية نوعاً محدداً من الافتراضات العامة، بينما تصنَّف الافتراضات الأساسية كنوع محدد من الافتراضات الوجودية.
علماً أنه ليست جميع الافتراضات العامة نظريات ولا كل الافتراضات الوجودية افتراضات أساسية، ولكن النظريات تكون على هيئة افتراضات عامة حصراً، [24] بينما تكون الافتراضات الأساسية بصيغة افتراضات وجودية مفردة، وبالتالي يجب التفريق بين الافتراضات العامة والوجودية، وكذلك بين المفردة والشاملة الحصرية.
تُعد الافتراضات الوجودية والعامة مفاهيم مُدمجة في المنطق، وتضم الأولى إفادات مثل «توجد بجعة بيضاء»، ويسميها المنطقيون بذلك لأنها تؤكد على وجود الشيء، وتُعد مكافئة للافتراضات المنطقية من الرتبة الأولى على الشكل: توجد س بحيث تكون س بجعة، ولون س أبيض. بينما تصنِّف الافتراضات العامة جميع حالات الشيء، مثل «كل البجع لونه أبيض»، ويسميها المنطقيون بهذا الاسم لأنها تحلَّل عادة كما يلي: فيما يخص كل س، إذا كانت س بجعة، إذاً س بيضاء.
وعلى عكس ما سبق، لا تشكل الافتراضات المفردة والشاملة الحصرية جزءاً من المنطق، لأنها توافق منظوراً معيناً من تجربة الأفراد في العالم،  ويمكن استيعابها من ناحية مفاهيم المسميات العامة والفردية:
يُعتبر افتراض ما بحتاً إذا لم يستخدم أي اسم فردي، وبالتالي لا يمكن لقانون الطبيعة أن يشير إلى أشياء محددة، ولا تُعد عبارة «هذه التفاحة يجذبها كوكب الأرض» افتراضاً علمياً، وقد كتب بوبر قسماً كاملاً عن الافتراضات البحتة العامة والوجودية، لأنه يشيّد بالأهمية الكبيرة للفرق بين المفاهيم والمسميات العامة والفردية.
ونظراً لاعتبار افتراض ما مفرداً إذا تضمن اسماً فردياً أو ما يقابله، يجب أن يشير الافتراض الأساسي لشيء محدد، أو موقع وزمن محددين، وبالتالي لا تُعد عبارة «توجد بجعة سوداء» افتراضاً أساسياً، بينما تحقق عبارة «توجد بجعة سوداء على ضفة نهر سوان» الشروط السابقة، وتٌعتبر افتراضاً وجودياً مفرداً.
وقد توصل بوبر لهذه الشروط عبر تحليل ما يمكن توقعه من الافتراضات الأساسية، بالإضافة إلى أن الأخيرة يجب أن تكون ذاتية مشتركة، أي أن عبارة «رأى جون بجعة سوداء على ضفة نهر سوان» لا تُعتبر افتراضاً أساسياً.

### القواعد المنهجية ودحض الفرضيات
تُحدَّد الدحوضية تحديًا صارمًا من حيث الصيغة المنطقية للنظرية، إلا أن معيار التمييز هذا لا يصلح دون أن تكملّه القواعد المنهجية، وبالتالي يعدّ الفلاسفة المعاصرون أن معيار التمييز الذي وضعه بوبر يتألف من جزأين: جزء منطقي، محدد بقوانين الاستدلال، أي طرق استنتاج افتراضات جديدة منطقياً من الافتراضات الموجودة مسبقاً.
والجزء الآخر منهجي، بقوانين لا تدعّي إثبات أية فكرة، فلا تتملص أية مشاهدة من احتمالية الخطأ، وبالتالي تحدد هذه القوانين التكذيب أو الدحض (falsification)، ويجب عدم الخلط بينها والسابقة، فالقوانين المنطقية للاستدلال تُستخدم لتحديد الدحوضية (falsifiability)، المتعلقة بالصيغة المنطقية للنظرية.
وفي هذا الإطار الموسّع، تُعتبر حقيقة أن افتراضاً أساسياً مفرداً بإمكانه مناقضة افتراض عام بحت عديمة المغزى بذاتها، رغم أنها صحيحة منطقية، لأنها لا يمكن أن تؤدي للتكذيب، فيقترح بوبر مجموعة من الافتراضات الأساسية لتعزيز فرضية داحضة ما.

## معيار بوبر للتمييز
يستخدم بوبر الدحض كمعيار للتمييز، لرسم حد واضح بين النظريات العلمية والأخرى اللاعلمية، ومن المهم استعراف قابلية دحض الافتراضات أو النظريات، على الأقل لمعرفة الطرق الملائمة لتقييمها، فتُتَتجنّب محاولة دحض تلك غير الدحوضة.
لا يستبعد معيار بوبر الافتراضات غير الدحوضة من المجال العلمي وحسب، وإنما النظريات بأكملها التي لا تتضمن افترضات قابلة للتفنيد، وهنا تأتي معضلة دويم لما يؤلف «النظرية الكاملة»، بالإضافة إلى مسألة ما يجعل افتراضاً ما «ذا مغزى»، وبالتال يُعتبر مبدأ التفنيد الخاص ببوبر بديلاً عن البرهنة، بالإضافة إلى تسليمه بالفارق الفكري التي تجاهلته النظريات السابقة.

### مبدأ البرهنة
في فلسفة العلوم، تنص إمكانية البرهنة على أن الافتراض المدروس يجب أن يكون، من حيث المبدأ، قابلاً للإثبات تجريبياً، حتى يُعد علمياً وذا مغزى، وقد كان هذا المبدأ من السمات المميزة للوضعية المنطقية لما يسمى بدائرة فيينا، والتي تضمنت فلاسفة أمثال مورتيز شليك، ورودولف كارناب، وأوتو نيوراث، وهانز رايخينباخ القادم من برلين، والتجريبية المنطقية لألفرد آير.
وقد لاحظ بوبر أن فلاسفة دائرة فيينا قد دمجوا معضلتي المغزى والتمييز المختلفتين، واقترحوا في مبدأ البرهنة حلاً وحيداً لكليهما، بينما أكد بوبر بالمقابل على وجود نظريات ذات مغزى دون أن تكون علمية، ونوّه أن معيارَي المغزى (أو القيمة) والتمييز لا يتزامنان.
لذا حثّ بوبر على استبدال قابلية البرهنة بالدحوضية كمعيار للتمييز، ولكنه بالمقابل عارض بصرامة اعتبار الافتراضات غير الدحوضة عديمة المغزى أو رديئة بطبيعتها، ونوّه إلى أن الدحوضية معنية بالافتراضات ذات المغزى فقط.

### توظيف الدحوضية في المحاكم
استُخدمت الدحوضية في قضيتَي ماكلين ضد آركانساس عام 1982، ودوبرتعام 1993، وقضايا أخرى، فأظهرت دراسة استقصائية مجارة على 303 قضاة فدراليين عام 1998 «معضلات في الطبيعة غير الدحوضة للنظرية المستبطنة لخبير ما، وصعوبات بمعدل خطأ غير معلوم أو كبير بإفراط، مذكورة في أقل من 2% من القضايا.»

#### قضية ماكلين ضد آركانساس
في الحكم على هذه القضية، استخدم القاضي ويليام أوفرتون الدحوضية كإحدى المعايير للإقرار بأن «علم الخلق» غير علمي وينبغي أّلا يُدرّس في المدارس العامة في آركانساس على أنه كذلك (مع إتاحة تعليمه كدين مثلاً).
وفي شهادة الفيلسوف مايكل روس، عرّف الخواص المؤلفة للعلم (كما ذُكرت في كتابه «العلم والروحانية: إيجاد متسع للإيمان في عصر العلوم» عام 2010، وكتاب روبيرت بينوك عام 2000 «برج بابل: الدليل ضد علم الخلق الجديد» ص5):
- العلم يوجهه قانون الطبيعة
- يجب أن يكون تفسيره ممكناً بالرجوع لقانون الطبيعة
- يمكن اختباره على العالم التجريبي
- تُعتبر نتائجه مبدئية، أي أنها ليست بالضرورة حاسمة
- العلم قابل للدحض

وفي قراره النهائي المرتبط بهذا المعيار، صرّح القاضي أوفرتون أن:

#### قضية دوبرت
في قضية دوبرت، قدّم رأي الأغلبية ما تسمى عوامل دوبرت الخمسة، والتي تتضمن الدحوضية، لتحديد المنهجية العلمية المقبولة في المحاكم، فاقتبس القاضي المشارك هاري بلاكمَن، معبراً عن رأي الأغلبية في المحكمة العليا في الولايات المتحدة الأمريكية، بوبر وفلاسفة العلم الآخرين كما يلي:
بينما جادل أستاذ القانون ديفيد اتش. كاي بأن مراجع رأي الأغلبية في قضية دوبرت قد خلطت بين الدحوضية والدحض ذاته، وأن البحث عن وجود محاولات جادّة للدحض يُعد اعتباراً ملائماً وضرورياً في محددات المقبولية.

## مزيج المعايير مزدوجة الأدلة/الإحصائات غير الدحوضة
توجد مجموعات من أنواع ومنهجيات التوقع التي تجعل مجتمعةً الدحوضية مستحيلة، رغم أن كل منها متوافق مع هذه القابلية على حدة، على سبيل المثال، جمع التوقعات الإحصائية التي لا تدحض فيها الاستثناءات الفردية النظرية، مع معايير مختلفة للأدلة لعناصر البيانات المتنوعة، والتي بدورها يتطلب فيها أحد أنواع العناصر دليلاً عادياً في الوقت الذي يتطلب فيه نوع آخر دليلاً استثنائياً.
فمن جهة، تُعتبر نظرية عدم وجود بجع أسود قابلة للدحض حتى إن كانت تتطلب دليلاً استثنائياً على وجود بجعة سوداء، لعدم استحالة المشاهدة الفردية لبجعة سوداء تلبيةً هلذا المطلب في النهاية، بينما من جهة أخرى، تُعتبر نظرية تفوّق عدد البجع الأبيض على الأسود ضمن مستوى سكاني محدد مع استثناءات فردية، في منطقة يتساوى فيها العددان في الواقع، دحوضة طالما أن مستوى الدليل المطلوب لمشاهدة بجعة بيضاء متساوٍ مع ذاك المطلوب لإيجاد بجعة سوداء.
ولكن إن نصّت النظرية على أن البجع الأبيض أكثر شيوعاً إحصائياً من الأسود، مع وجود استثناءات ومستوى من الأدلة المطلوبة لمشاهدة بجعة سوداء أعلى من ذاك الخاص بالبيضاء، سيسبب الاختلاف في معايير الأدلة تسجيل مشاهدات للبجع الأبيض أكثر من الأسود، حتى إن كانت نسبة تواجدهما في تلك المنطقة تبلغ النصف بالنصف.
ويجعل ما سبق أمزجة التوقعات الإحصائية باستثناءاتها مع الاختلافات في معايير الأدلة غير متوافقة مع الدحوضية، وقد ضُمن ما سبق في معضلة قابلية التكرار (التنتاجية)، وخصوصاً في علم النفس، حيث تشيع هاتان المنهجيتان أكثر من المجالات الأخرى، فتُجمع في كثير من الأحيان لمنع الدحوضية، رغم إمكانية تواجدهما على حدة في المجالات الأخرى.

## مشكلة الاستقراء والتمييز
كيف يمكن للمرء أن ينتقل من مرحلة الرصد إلى وضع القوانين العلمية؟ يُعد ذلك السؤال أحد الأسئلة المثارة حول المنهج العلمي، ويمثل الجواب عليه مشكلة الاستقراء. لنفترض أننا نريد وضع فرضية مفادها أن كل البجع أبيض موضعًا للاختبار. نحن نصادف بجعًا أبيض. لكن لا يمكننا الاحتجاج (أو الاستقراء)، على نحو صحيح، من افتراض أن «هذه بجعة بيضاء» إلى استنتاج أن «جميع البجع أبيض»، فسيقتضي القيام بذلك الوقوع في مغالطة صورية من قبيل مغالطة تأكيد النتيجة.
تتلخص فكرة بوبر لحل هذه المشكلة في أنه رغم استحالة التحقق من أن كل البجع أبيض، فإن العثور على بجعة سوداء دلالة على أن ليس كل البجع أبيض. قد نقبل بصفة مبدئية الاقتراح القائل بأن كل البجع أبيض، وذلك في أثناء بحثنا عن أمثلة لبجع غير أبيض من شأنه أن يبين لاحقًا خطأ تخميننا. يستخدم الدحض طريقة نفي الإستلزام الاستدلالية: وهي إذا كنا نستنتج منطقيًا من القضية P (ولنقل بعض القوانين ذات الشروط الأولية) القضية Q، ولكن ما نرصده هو القضية ¬Q، فإننا نستنتج أن القضية P خطأ. على سبيل المثال، بالنظر إلى قضية «جميع البجع أبيض اللون» والشرط الأولي هو «تواجد بجعة بالقرب منا»، فإنه يمكننا استنتاج أن «البجع بالقرب منا أبيض اللون»، ولكن إذا كان ما رُصد هو أن «البجع بالقرب منا ليس أبيض اللون» (ولنقل أسود)، فإن قضية «جميع البجع أبيض اللون» خطأ، أو أنها لم تكن بجعة من الأصل.
العلم، بالنسبة لبوبر، ليس بحاجة إلى الاستقراء. يرى بوبر، بدلًا من ذلك، أن التنبؤ بالقوانين يحدث بطريقة غير منطقية على أساس من التوقعات والميول المسبقة. دفع ذلك ديفيد ميلر، وهو طالب وأحد معاوني بوبر، إلى التصريح بأن «الهدف من القانون هو تصنيف الحقائق، وليس الإقرار بصحتها». أرادت، على النقيض من ذلك، الحركة الوضعانية المنطقية، التي ضمت فلاسفة كموريتز شليك، ورودولف كارناب، وأتو نويرات، وألفرد آير، إضفاء الطابع الرسمي على فكرة أنه كي يكون القانون علميًا، يجب أن يكون من الممكن مناقشته على أساس من الملاحظات، إما لصالح حقيقته أو زيفه. لم يكن بين هؤلاء الفلاسفة إجماع حول كيفية تحقيق ذلك، ولكن فكرة ماخ التي تقول بأنه «لا ينتسب القانون للعلم، إذا لم يمكن إثباته أو تفنيده ممكنًا» قد قُبلت كمفهوم أساسي للتفكير النقدي حول العلم.
قال بوبر إن معيار التمييز ممكن، ولكن علينا أن نستخدم الاحتمال المنطقي للدحض، وهو الدحوضية. استشهد بمواجهته مع التحليل النفسي في العقد الثاني من القرن العشرين. الملاحظة المرصودة غير ذي أهمية، فالتحليل النفسي يمكن أن يفسر ذلك. لكن من المؤسف أن السبب الذي يجعله قادر على تفسير كل شيء هو أنه لم يستبعد أي شيء أيضًا. كان هذا في نظر بوبر فشلًا، لأنه يعني عدم إمكانية التنبؤ بأي شيء. من وجهة نظر منطقية، إذا وجد المرء ملاحظة لا تتعارض مع قانون، فهذا لا يعني أن القانون صحيح. البرهنة لا قيمة لها في حد ذاتها. لكن يقول بوبر، في حالة أتاح القانون تنبؤات جزافية، وكانت هذه التنبؤات موثقة، فإنه يُوجد سبب لتفضيل هذا القانون على قانون آخر يقوم بتنبؤات أقل مجازفة أو لا يقوم بأي تنبؤات على الإطلاق. في تعريف الدحوضية، لا تُستخدم التناقضات إلى جانب الملاحظات من أجل الدحض الفعلي، بل من أجل «الدحض» المنطقي الذي يظهر أن القانون يضع تنبؤات تنطوي على مجازفة، وهو أمر مختلف تمامًا.
ذكر بوبر، في ما يتعلق بالجانب الفلسفي الأساسي لهذه المسألة، أن بعض فلاسفة حلقة فيينا قد خلطوا بين مشكلتين مختلفتين، مشكلة المعنى ومشكلة التمييز، واقترحوا في سبيل البرهنة حلًا واحدًا لكليهما، فاعتُبرت المسالة التي لا يمكن التحقق منها بلا معنى. قال بوبر، على سبيل معارضة هذا الرأي، أنه تُوجد نظريات غير علمية ولكنها ذات مغزى، وبالتالي فإن معيار المغزى لا يتزامن بالضرورة مع معيار التمييز.

## الانتقادات

### الفلاسفة المعاصرين
ينقد العديد من فلاسفة العلم المعاصرين والفلاسفة التحليليين فلسفة بوبر في العلم، [42] فقد أدت عدم ثقة بوبر بالمنطق الاستقرائي إلى ادعاءات بأنه يمثّل الممارسة العلمية تمثيلًا خاطئًا، كما أشارت الآراء التالية:

### كون ولاكاتوس
في الوقت الذي اهتم به بوبر أساسًا بـ«منطق» العلوم، تفحّص كتاب توماس كون المؤثر «بنية الثورات العلمية» (The Structure of Scientific Revolutions) تاريخ العلم بالتفصيل، فناقش كون بأن العلماء يبحثون ضمن نموذج مفاهيمي يؤثر تأثيرًا كبيرًا في الطريقة التي ينظرون بها للمعطيات.
ويظهر العلماء استعداداً للدفاع العنيد عن نموذجهم هذا ضد التفنيد، بإضفاء فرضيات مخصصة إضافية (ad hoc) للنظريات الموجودة، علماً أن تغيير هذا النموذج صعب، لأنه يتطلب انفصال العالِم الفرد عن نظرائه والدفاع عن نظرية بدعية.
وقد اعتبر بعض داعمي التفنيد، أمثال إيمري لاكاتوس، أفكار كون تبريراً لهذا المفهوم، لكونها تقدم أدلة تاريخية على تطور العلم برفض النظريات التي ليست كفؤاً، ورأوا أن العنصر المهم في مبدأ التفنيد هو القرار الذي يتخذه العالم بقبول أو رفص نظرية ما.
وحاول لاكاتوس تفسير أفكار كون بالمناقشة بأن العلم يتطور بتفنيد البرامج البحثية عوضاً عن الافتراضات العلمية الأكثر نوعية للتفنيد الساذج، ففي مقاربة لاكاتوس، يبحث العاِلم ضمن برنامج بحثي يتوافق تقريباً مع «نموذج» كون، وفي الوقت الذي رفض فيه بوبر استخدام الفرضيات المخصصة الإضافية باعتبارها غير علمية، تقبل لاكاتوس دورها في تطوير نظريات جديدة.

### فايرباند
تفحص بول فايرباند تاريخ العلوم بمنظور أكثر نقداً، ورفض في النهاية أي منهجية مفروضة على الإطلاق، فخالف جدال لاكاتوس عن الفرضيات المخصصة الإضافية، مناقشاً بأنه لم يكن للعلم أن يتطور دون الاستفادة من أي من الطرق المتاحة وجميعها بنفس الوقت لدعم النظريات الجديدة.
كما رفض أي اعتماد على منهجية علمية ما، بالإضافة لأي سلطة خاصة للعلم قد تشتق من طريقة كهذه، فادعى عوضاً عن ذلك أنه إذا أراد الفرد اتباع قاعدة منهجية صالحة عمومًا، فتعتبر الفوضوية الفكرية الخيار الوحيد، إذ يعتقد فايرباند أن أي مما يميز العلم يُشتق من القيمة الاجتماعية والفيزيائية لنتائجه عوضاً عن منهجيته بحد ذاتها.

### سوكال وبريكمون
نقد عالما الفيزياء ألان سوكال وجان بريكمون في كتابهما «الخدع الفكرية» (بالفرنسية: Impostures intellectuelles) الدحوضية بناءً على أنها لا تصف آلية عمل العلوم عملًا صحيحًا، فيجادلان أن النظريات المختلفة تُستخدم بسبب نجاحها، وليس لفشل نظريات أخرى.
فيكتبان: «عندما تتصدى نظرية ما بنجاح لمحاولة تفنيدها، سيعدّها العالِم طبيعيةً مُثبتة جزئياً، وسيمنحها أرجحية ذاتية أكبر، ولكن بوبر لن يفعل ذلك، فقد كان طوال حياته معارضاً عنيداً لأي فكرة «تأكيدية» لنظرية ما أو حتى لـ«أرجحية صحتها»، ولكن تاريخ العلوم يعلّمنا أن النظريات العلمية تصبح مقبولة بسبب نجاحاتها فوق أي شيء آخر.»
كما يجادلان أيضاً بأن الدحوضية لا تستطيع التمييز بين التنجيم وعلم الفلك، باعتبار كليهما يقومان بتنبؤات تقنية قد تكون خاطئة أحياناً.
ولكن حاول ديفيد ميلر، وهو فيلسوف معاصر في العقلانية الانتقادية، الدفاع عن بوبر ضد ادعاءاتهما، فناقش بأن علم التنجيم لا يعرّض نفسه للتفنيد، بينما لا يمانع علم الفلك ذلك، ويٌعتبر ذلك اختبار فصل بين العلوم.

### علم الاقتصاد
جادل كارل بوبر بأن الماركسية تحولت من الدحوضية لتصبح عكس ذلك، ويعتقد بعض علماء الاقتصاد، كالتابعين للمدرسة النمساوية، أن الاقتصاد الكلي غير قابل للتفنيد تجريبياً، وبالتالي تكمن الطريقة المناسبة لاستعياب الأحداث الاقتصادية في الدراسة المنطقية لنوايا صنّاع القرارات الاقتصادية فرادى، بالاعتماد على بعض الحقائق الأساسية.

### التطور
اقُتِرحت العديد من الأمثلة على الطرق المحتملة غير المباشرة لدحض الأصل المشترك للكائنات من مؤيديه أنفسهم، فعندما طُلب من جون هولدين دليل افتراضي بإمكانه دحض التطور، أجاب: «أحفورات الأرانب في عصر ما قبل الكمبري.»
كما أضاف ريتشارد دوكنز أن أي حيوان حديث آخر، كفرس النهر مثلاً، سيعدّ دليلاً كافياً، وقد عارض كارل بوبر بدايةً قابلية اختبار الاصطفاء الطبيعي، ولكنه ارتد برأيه فقال: «لقد غيرت رأيي فيما يخص قابلية اختبار نظرية الاصطفاء الطبيعي وحالتها المنطقية، وإني مسرور بالحظو بفرصة استدراك ما قلته.» 

### خلقية الأرض الفتية
تستند معظم انتقادات خلقية الأرض الفتية على الأدلة الطبيعية بأن الأرض أقدم مما يعتقده متبعو هذا الاعتقاد، والذين واجهوا تلك الأدلة بما يسمى «فرضية أومفالوس»، والتي تشير إلى أن الكون قد خُلق بمظهر مكتمل يوهم بقدم عمره، أي على سبيل المثال، خُلقت الدجاجة بالغة قادرة على وضع البيوض، وتعد هذه الفرضية غير دحوضة، نظراً لعدم القدرة على إثبات العبث بالأدلة على عمر الأرض أو أية صفة فلكية أخرى أثناء الخلق.

### النزعة التاريخية
تمتلك النظريات التاريخية والسياسية التي تزعم التوقع بالأحداث المستقبلية صيغة منطقية تجعلها غير دحوضة ولا للبرهنة، فهي تدعي أن لكل حدث تاريخي مهم قانون تاريخي أو اقتصادي يحدد الطريقة التي تشرع بها الأحداث، علماً أن فشل تمييز هذا القانون لا ينفي وجوده، ولكن لا يستطيع حدث ما أن يثبت ما سبق كحالة عامة بمجرد موافقته للقانون.
وبالتالي يُعتبر تقييم ادعاءات كهذه صعباً بأفضل حالاته، وبناء على ذلك، انتقد بوبر النزعة التاريخية أساسًا من حيث التوقعات التاريخية المحتومة سلفاً، وجادل بأن أياً من الماركسية أو التحليل النفسي لا يُعتبر علماً، رغم أن كليهما أطلق ادعاءات كالمذكورة.
ومجدداً، لا يعني ذلك أن أياً من أنواع النظريات تلك خاطئ بالضرورة، فاعتبر بوبر الدحوضية اختباراً لعلمية النظريات، وليس ما إن كانت الافتراضات التي تتناولها أو تدعمها صحيحة.

### الرياضيات
ككل العلوم الشكلية، لا تُعنى الرياضيات بصحة النظريات المبنية على مشاهدات في العالم التجريبي، وإنما تنشغل بالدراسات النظرية التجريدية لمواضيع كالكمية، والبنية، والفراغ، والتفاضل والتكامل.
ولكن أساليب العلوم الرياضية مطبقة رغم ذلك في بناء النماذج العلمية التي تتعامل مع الواقع المشاهَد واختبارها، فكتب ألبرت أينشتاين: «من مسببات التقدير الخاص الذي تتمتع به الرياضيات أكثر من جميع العلوم الأخرى، هو أن القوانين فيها مؤكدة بالمطلق ولا تقبل الجدال، على عكس ما تبقى من علوم، والتي تجد نفسها عرضة لخطر الإطاحة بواسطة حقائق مكتشفة حديثاً.»